# Дражен Ладић
Дражен Ладић (Чаковец, 1. јануар 1963) бивши је југословенски и хрватски фудбалер који је играо на позицији голмана. Наступао је за репрезентацију Југославије и Хрватске.

## Клупска каријера
Ладић је започео каријеру у Вартексу 1983. Године 1984. прелази у загребачки Динамо, али га одмах шаљу на позајмицу у Искру из Бугојна. Дебитовао је за Динамо 1986. године и у том клубу се задржао 14 година. Одиграо је 802 званична меча и тако постао рекордер по броју одиграних утакмица неког играча у Динаму.
У квалификацијама за Лигу шампиона 1997. одбранио је пенал против Партизана, у мечу где је Динамо победио са 5:0. У јесен 1998. дебитовао је у Лиги шампиона за Динамо и одиграо је свих 6 мечева у групној фази такмичења.
Своју последњу утакмицу је одиграо у финалу Купа против Хајдука 2000. Са Динамом је 6 пута био првак Хрватске, а 4 пута победник хрватског Купа.

## Репрезентативна каријера
Ладић је дебитовао за Хрватску у пријатељском мечу против САД 1990. Затим је одиграо 2 утакмице за репрезентацију Југославије (1991).
Године 1994. је одиграо први званични меч за Хрватску против Естоније у квалификацијама за Европско првенство 1996. Учествовао је на Европском првенству 1996. и Светском првенству 1998.
Последњу утакмицу за репрезентацију одиграо је против Француске 28. маја 2000.